# Rush Center
Rush Center – miasto w Stanach Zjednoczonych, w stanie Kansas, w hrabstwie Rush.